# Owain ap Hywel
Owain ap Hywel (Dinefwr, Llandeilo, 913 ? – 987) va ser un rei de Deheubarth i de Powys que visqué al segle x.
Owain va ser fill de Hywel Dda, originalment rei de Deheubarth, però que a la fi de la seva vida regnava sobre la majoria del territori de Gal·les. En morir al 950, Deheubarth va ser compartit entre Owain i els seus dos 
germans, Rhodri i Edwin; per contra, no pogueren conservar el Regne de Gwynedd, que va ser reclamat per a la dinastia tradicional d'Aberffraw per Iago i Ieuaf ap Idwal, els fills d'Idwal Foel.
En l'any 952 Iago i Ieuaf van envair el sud, fins a arribar a Dyfed. Els fills de Hywel respongueren penetrant en el nord al 954, fins a arribar a la vall del Conwy, però foren vençuts en batalla a Llanrwst i s'hagueren de retirar a Ceredigion.
Rhodri morí al 953 i Edwin al 954, deixant Owain com a rei únic de Deheubarth. Owain ap Hywel no provà mai més d'atacar Gwynedd, però amb el seu fill Einon posà la mira en l'est, per atacar el regne de Morgannwg (modernament Glamorgan) en els anys 960 (el cantref de Gorfynydd), 970 i 977 (Gower les dues vegades). Ja amb una certa edat, Owain cedí gran part de les tasques de govern a Einon fins que, en un nou atac al 984, aquest morí en un enfrontament amb cavallers del Regne de Gwent, sembla que en uns aiguamolls entre Loughor i Penllergaer, en l'actual Gorseinon.
Després de la mort d'Einon, prengué el comandament militar el segon fill d'Owain, Maredudd, i al 986 feu el que seu pare no havia pogut, emparar-se del tron de Gwynedd, expulsant-ne el fill de Ieuaf, Cadwallon ab Ieuaf. A l'any següent Owain morí i Maredudd es proclamà rei de Deheubarth i de Gwynedd alhora.
Els Annales Cambriae foren compilats a instàncies d'Owain.
Casat amb Angharad Verch Llewelyn, Owain probablement tingué cinc fills: Einion (933-984), Cadwallon (935-961), Maredudd (938-999), Llywarch (940-987) i Iestyn (942-?).